# Victor Manuel Braga Paixão
Victor Manuel Braga Paixão (Lisboa, 13 de setembro de 1892 — Lisboa, 18 de abril de 1982), frequentemente referido por Braga Paixão, foi um professor liceal, alto funcionário administrativo e ensaísta, autor de uma extensa obra publicada sobre políticas educativas e sobre temáticas coloniais. Foi Director-Geral do Ensino Primário, Director-Geral da Instrução Pública de Moçambique, Director-Geral do Ensino Colonial (1944) e Subsecretário de Estado das Colónias (1948).

## Biografia
Natural de Lisboa, concluiu naquela cidade o Curso Superior de Letras no ano de 1913, formando-se como professor liceal de Português. Ingressou na carreira docente liceal. Concluído o estágio de profissionalização e realizado o Exame de Estado, foi colocado como professor efectivo de Português no Liceu Nacional de Angra do Heroísmo (ao tempo designado por Liceu de D. João de Castro), mantendo-se nos Açores durante 8 anos lectivos consecutivos. Foi reitor interino do liceu de Angra de 21 de Outubro de 1923 a 2 de Janeiro de 1925 e de 17 de Junho de 1925 a 29 de Março de 1926. Em Angra do Heroísmo dedicou-se ao jornalismo, fundando o periódico Folha de Angra (1922-1923), de que foi seu director e proprietário.
A prtir de 1927 deixou a carreira docente, passando então a ocupar cargos de orientação e coordenação da política administrativa do sistema educativo português. Foi sucessivamente Director-Geral do Ensino Primário, Director-Geral da Instrução Pública de Moçambique e Director-Geral do Ensino Colonial (1944-1947). Foi Subsecretário de Estado das Colónias (1947-1950).
A partir de 1927, mas particularmente nas décadas de 1940 a 1960 exerceu importante acção pedagógica através de numerosas conferências e foi autor de numerosas publicações relacionadas com o ensino.
Foi sócio da Academia Portuguesa da História e sócio efectivo da Classe de Letras da Academia de Ciências de Lisboa. Por proposta do Ministro da Instrução Pública de 13 de setembro de 1930 foi condecorado com o grau de grande oficial da Ordem da Instrução Pública por decreto de concessão publicado no Diário do Governo n.º 307, de 31 de dezembro de 1932.